# Cephalaria speciosa
Cephalaria speciosa är en tvåhjärtbladig växtart som beskrevs av Pierre Edmond Boissier och Ky. Cephalaria speciosa ingår i släktet jätteväddar, och familjen Dipsacaceae. Inga underarter finns listade i Catalogue of Life.